# Анфиса (фильм, 1912)
«Анфиса» — российский художественный немой фильм режиссёра Якова Протазанова. Вышел на экраны 24 января 1912 года. Фильм не сохранился.

## Сюжет
По одноимённой пьесе Леонида Андреева.
Семейная жизнь  Фёдора и Александры Костомаровых разладилась. Старшая сестра Александры Анфиса поселилась в их доме. 
Между ней и Фёдором возникает роковая связь. Однако и с Анфисой Фёдор не находит счастья. Любовники лишь мучают друг друга. Анфиса подсыпает яд в рюмку Фёдора, тот умирает.

## В ролях
- Екатерина Рощина-Инсарова    — Анфиса
- Владимир Максимов   — Фёдор Костомаров
- Елена Уварова   — его жена
- Владимир Шатерников   — Павел Павлович Аносов
- Иванова— его жена

## Съёмочная группа
- Режиссёр: Яков Протазанов
- Оператор: Джованни Витротти
- Продюсер: Пауль Тиман

## Критика
Борис Лихачев писал: «Тиман и Рейнгардт … выпустили несколько чрезвычайно интересных картин, из которых особенно любопытны две — “Анфиса” … и “Труп № 1346”». Он писал, что картина «представляет интерес благодаря участию в центральной роли Е.Н. Рощиной-Инсаровой и тому, что сценарий был первой пробой Андреева на кинематографическом поприще».
Моисей Алейников так оценивал значение фильма: «...появление этой картины обострило интерес к русскому киноискусству и содействовало вовлечению в русское кино культурных сил». 
Киновед Виктор Короткий утверждал: «Фильм был отмечен историками и мемуаристами как заметное явление в кино».